# Neoncicola pintoi
Neoncicola pintoi är en hakmaskart som först beskrevs av Machado 1950.  Neoncicola pintoi ingår i släktet Neoncicola och familjen Oligacanthorhynchidae. Inga underarter finns listade i Catalogue of Life.